# NGC 6012
NGC 6012 је спирална галаксија у сазвежђу Змија која се налази на NGC листи објеката дубоког неба.
Деклинација објекта је + 14° 36' 8" а ректасцензија 15h 54m 13,6s. Привидна величина (магнитуда) објекта NGC 6012 износи 11,9 а фотографска магнитуда 12,7. NGC 6012 је још познат и под ознакама UGC 10083, MCG 3-40-59, CGCG 107-54, IRAS 15519+1444, KUG 1551+147, KARA 712, CGCG 108-3, PGC 56334.